# José-María Siles
 (décembre 2024).
Si vous disposez d'ouvrages ou d'articles de référence ou si vous connaissez des sites web de qualité traitant du thème abordé ici, merci de compléter l'article en donnant les références utiles à sa vérifiabilité et en les liant à la section « Notes et références ».
D'origine espagnole et journaliste, José-María Siles a été directeur de aNews et correspondant de télévision à Paris et d'autres destinations en Europe, Afrique et l'Amérique. Média expert, conférencier, formateur de journalistes et observateur électoral.
Il a fait la plus grande partie de sa carrière comme correspondant à l'étranger avec Televisión Española. Envoyé spécial dans une cinquantaine de  pays, il était notamment chef du bureau à Berlin, Rabat, New York, Washington et Bruxelles.
Siles était metteur en scène de théâtre indépendant et réalisateur de documentaires à caractère social. Il a été co-signataire du Manifiesto de Cine Alternativo de Almería, stratégie culturelle de défense des libertés et de la démocratie.
Après ses études en Sciences de l'Information à l'Universidad Autónoma de Barcelone, il a contribué aux programmes en espagnol de Radio France internationale et a été correspondant à Paris pour El Periódico de Catalunya et Antena 3 Radio. 
Chef du bureau de la Televisión Española (TVE) en Allemagne, il fera la chronique des dernières années d'une l'Europe encore divisée et sera témoin de la chute du Mur de Berlin. Il a été correspondant de guerre au siège de Sarajevo,  dans le conflit israélo-libanais de 2006 et dans des révoltes populaires au Congo-Kinshasa et en Haïti avant de devenir correspondant en chef de  TVE à New York, Washington et Bruxelles.